# Clanculus rarus
Clanculus rarus is een slakkensoort uit de familie van de Trochidae. De wetenschappelijke naam van de soort is voor het eerst geldig gepubliceerd in 1840 door Dufo.